# 狭帯域光観察
狭帯域光観察(きょうたいいきこう・かんさつ, Narrow Band Imaging;NBI)とは、オリンパスによって開発された内視鏡検査で用いられる、特殊光で病変をより明確にする観察技術のこと。

## 原理
ヘモグロビンが吸収するように狭帯域化された青(390～445nmの波長)と緑(530～550nmの波長)の2つの波長の光を照射することにより、血液が濃い茶褐色に染まって表示され、微細血管像のコントラストを増強して画像表示出来る。青い光は粘膜表面の新生血管の有無を、緑色の光は粘膜深部の血管の有無を示す。

## 上部消化管内視鏡における応用
- 咽頭癌・喉頭癌

元来耳鼻咽喉科を受診する疾患だが、上部消化管内視鏡挿入時に偶然発見される病変が散見される。
扁平上皮癌が多く、拡大内視鏡を併用すると独特な血管紋様が認められる。
- 食道癌

扁平上皮癌では、拡大内視鏡を併用すると上皮乳頭内ループ状毛細血管（intra-epithelial papillary capillary loop;IPCL）の形態変化がみとめられ、診断がより的確になっている。
- 胃癌

分化型の胃癌は血流に富んでおり、NBIを用いると癌部は brownish area と呼ばれる濃い褐色を呈する。
未分化癌やスキルスで血管を破壊しながら浸潤するものは、むしろ血流に乏しく、周囲の正常組織よりも白色を呈することがある。

## 大腸内視鏡における応用
- 大腸癌

血管紋様から腺腫と癌を鑑別することが、NBIによってより的確になっている。血管紋様分類が数種類提唱されている。

## 関連事項
- FICE ...富士フイルムメディカルによる光学内視鏡技術。